# Saint-Gervais-les-Bains

Saint-Gervais-les-Bains este o comună în departamentul Haute-Savoie, regiunea Ron-Alpi. Localitatea se află așezată pe valea torentului Bonnant între Le Fayet și Les Contamines-Montjoie.
Gara localității este cap de linie a căi ferate normale, de aici urmează spre Vallorcine, o cale ferată îngustă.

## Personalități marcante
- Jeannie Longo-Ciprelli, campioană olimpică și mondială la ciclism

1. ↑  répertoire géographique des communes, accesat în 26 octombrie 2015
2. ↑  dataset of postal codes in France, 1 octombrie 2018